# 雙兒
雙兒是金庸武侠小说《鹿鼎记》男主角韋小寶的7位妻子之一。

## 简介
根據書中記載，雙兒在九月出生，但書中並無提及她的姓氏，只知她祖籍江南湖州，父母被貪官殺掉後，被湖州莊家三少奶收留做丫鬟。莊夫人丈夫莊廷鑨在「明史案」中被吴之荣诬告、鰲拜所害，莊夫人為感激韋小寶殺死鰲拜，将双儿送给韦小宝。
雙兒性情溫純，通曉武術，對小寶千依百順，與他多次共渡患難，最得韋小寶的信任及愛護。2004年，金庸決定修改鹿鼎記的結局時，指韋小寶有七位妻子，實在太多，曾考慮只留下幾位妻子，金庸說：「7个老婆跑剩3、4个。“有几个老婆不太好的嘛。像方怡老是骗他，公主老是打他，所以都要离开他。阿珂每次憎恨他、双儿对他是最好的，要留下。那个沐劍屏小郡主也对他蛮好的，曾柔也對他千依百順也可以留下來。有几个比较乖，比较天真的可以留下来。蘇荃人很厉害，武功又好，可以保护他，最后也要留下来的。」
金庸亦曾指有數位女角是他願終生愛護，當中有雙兒、郭襄、小昭、儀琳、阿碧、阿九、程英、公孫綠萼、甘寶寶。

## 影視飾演者
- 《1977》李通明
- 《1984》周秀蘭
- 《1984》貝心瑜
- 《1992》袁潔瑩（大雙兒）、陳德容（小雙兒）[一分為二]
- 《1998》陳少霞
- 《2000》吳辰君
- 《2008》何琢言
- 《2014》张檬
- 《2020》楊祺如
- 《2023》鄺潔楹